# 대니얼 올리
대니얼 올리(Daniel Hollie, 1978년 10월 3일 ~ )는 미국의 남자 프로레슬링 선수다. WWE 링네임이 대니 바샴(Danny Basham)이라는 링네임으로도 잘 알려져 있다. 본명은 다니엘 리차드 홀리(Daniel Richard Hollie)다. 키는 190cm 몸무게는 113kg이다. 1998년 프로레슬링 입문으로 밝혀진다.

## 프로페셔널 레슬링 하이라이트스
- 피니싱 무브 / Finshing moves
  - 브레인 데미지 (싯아웃 쵸크밤) / Brain Damage (Sitout chokebomb)
  - 엘리베이티드 STO (로프-헝 STO) / Elevated STO (Rope-hung STO)
  - 싯아웃 인버티드 DDT / Sitout inverted DDT

- 시그니처 무브 / Signature moves
  - 벨리 투 백 수플렉스 / Belly to back suplex
  - 리프팅 불독 / Litfing bulldog
  - 슈퍼맨 펀치 / Superman punch

- 태그팀 앤드 스테이블 / Tag teams and stables
  - 캐비넷
  - 다마자 & 바샴
  - 레볼루션

- 매니저/Managers
  - 크리스티 헤미
  - 재키 게이다
  - 퀸 빅토리아
  - 샤니콰

## 수상
- OVW 월드 헤비웨이트 챔피언 (4회)
- OVW 월드 서던 태그팀 챔피언 (3회) - 데이비드 C (2회), 대니 바샴 (1회)
- PWI 랭크드 힘 #65 오브 더 탑 500 싱글즈 레슬링 인 더 PWI 500 인 2003
- WWE 월드 스맥다운 태그팀 챔피언 (구 버전) (2회) - 대니 바샴